# Super League w piłce siatkowej mężczyzn (2021/2022)
Super League 2021/2022 – 43. sezon rozgrywek o ligowe mistrzostwo Anglii zorganizowany przez stowarzyszenie Volleyball England. Zainaugurowany został 2 października 2021 roku i trwał do 10 kwietnia 2022 roku.
Rozgrywki zostały przywrócone po jednym sezonie przerwy spowodowanej pandemią COVID-19. Brało w nich udział 9 drużyn. Rozegrały one między sobą systemem kołowym po dwa mecze (mecz u siebie i rewanż na wyjeździe). O ostatecznej klasyfikacji decydowało miejsce zajęte przez poszczególne drużyny w tabeli.
Po raz pierwszy mistrzem najwyższej siatkarskiej ligi angielskiej został klub Durham Palatinates. Drugie miejsce zajął zespół Malory Eagles UEL, natomiast trzecie – Richmond Docklands.

## Drużyny uczestniczące
| | Super League 2021/2022 |   |
| --- | ---------------------- | - |
| POL | IBB Polonia London     | 1 |
| DUR | Durham Palatinates     | 2 |
| EAG | Malory Eagles UEL      | 3 |
| DOC | Richmond Docklands     | 4 |
| SHE | Sheffield Hallam       | 5 |
| TEN | Tendring Essex         | 7 |
| SUN | Team Sunderland        | 8 |
| NCS | Newcastle Staffs       | 9 |
| | Awans z Division 1     |   |
| LDG | Leeds Gorse            | 1 |
| Oznaczenia: - kolumna pierwsza – skróty nazw drużyn wpisane na mapie, - kolumna trzecia – miejsce zajęte przez daną drużynę w sezonie 2019/2020. |                        |   |

## Rozgrywki

### Tabela wyników
| Gospodarz \ Gość1  | POL | DUR | EAG | DOC | SHE | TEN | SUN | NCS | LDG |
| ------------------ | --- | --- | --- | --- | --- | --- | --- | --- | --- |
| IBB Polonia London | -   | 1:3 | 0:3 | 0:3 | 3:1 | 3:0 | 0:3 | 3:0 | 3:2 |
| Durham Palatinates | 3:1 | -   | 3:1 | 3:1 | 3:1 | 3:0 | 3:0 | 3:1 | 3:1 |
| Malory Eagles UEL  | 2:3 | 1:3 | -   | 3:0 | 3:0 | 3:0 | 3:1 | 3:1 | 3:1 |
| Richmond Docklands | 0:3 | 3:1 | 3:2 | -   | 3:0 | 3:0 | 3:0 | 3:1 | 3:0 |
| Sheffield Hallam   | 2:3 | 0:3 | 0:3 | 0:3 | -   | 3:1 | 0:3 | 0:3 | 2:3 |
| Tendring Essex     | 3:2 | 3:1 | 0:3 | 0:3 | 3:2 | -   | 0:3 | 1:3 | 3:1 |
| Team Sunderland    | 0:3 | 0:3 | 2:3 | 0:3 | 3:2 | 3:2 | -   | 1:3 | 3:0 |
| Newcastle Staffs   | 2:3 | 1:3 | 2:3 | 3:0 | 3:1 | 3:1 | 3:1 | -   | 3:0 |
| Leeds Gorse        | 3:2 | 0:3 | 1:3 | 0:3 | 0:3 | 1:3 | 3:0 | 1:3 | -   |

Źródło: Volleyball England (ang.)
1 Drużyna gospodarzy jest wymieniona po lewej stronie tabeli.
Kolory:
  zwycięstwo gospodarzy 3:0 lub 3:1
  zwycięstwo gospodarzy 3:2
  zwycięstwo gości 3:0 lub 3:1
  zwycięstwo gości 3:2

### Tabela
| Lp. | Drużyna                | Pkt | Mecze | Mecze | Mecze | Rodzaj wyniku | Rodzaj wyniku | Rodzaj wyniku | Rodzaj wyniku | Rodzaj wyniku | Rodzaj wyniku | Sety | Sety | Sety  | Małe punkty | Małe punkty | Małe punkty |
| Lp. | Drużyna                | Pkt | M     | W     | P     | 3:0           | 3:1           | 3:2           | 2:3           | 1:3           | 0:3           | wyg. | prz. | stos. | zdob.       | str.        | stos.       |
| --- | ---------------------- | --- | ----- | ----- | ----- | ------------- | ------------- | ------------- | ------------- | ------------- | ------------- | ---- | ---- | ----- | ----------- | ----------- | ----------- |
| 1   | Durham Palatinates (M) | 42  | 16    | 14    | 2     | 5             | 9             | 0             | 0             | 2             | 0             | 44   | 15   | 2.93  | 1432        | 1194        | 1.2         |
| 2   | Malory Eagles UEL      | 36  | 16    | 12    | 4     | 6             | 4             | 2             | 2             | 2             | 0             | 42   | 20   | 2.1   | 1441        | 1286        | 1.12        |
| 3   | Richmond Docklands     | 35  | 16    | 12    | 4     | 9             | 2             | 1             | 0             | 1             | 3             | 37   | 16   | 2.31  | 1247        | 1108        | 1.13        |
| 4   | Newcastle Staffs       | 29  | 16    | 9     | 7     | 3             | 6             | 0             | 2             | 4             | 1             | 35   | 27   | 1.3   | 1403        | 1334        | 1.05        |
| 5   | IBB Polonia London     | 25  | 16    | 9     | 7     | 4             | 1             | 4             | 2             | 2             | 3             | 33   | 30   | 1.1   | 1404        | 1353        | 1.04        |
| 6   | Team Sunderland        | 17  | 16    | 6     | 10    | 4             | 0             | 2             | 1             | 3             | 6             | 23   | 34   | 0.68  | 1192        | 1294        | 0.92        |
| 7   | Tendring Essex         | 14  | 16    | 5     | 11    | 0             | 3             | 2             | 1             | 3             | 7             | 20   | 40   | 0.5   | 1295        | 1385        | 0.94        |
| 8   | Sheffield Hallam       | 10  | 16    | 2     | 14    | 1             | 1             | 0             | 4             | 3             | 7             | 17   | 43   | 0.4   | 1141        | 1385        | 0.82        |
| 9   | Leeds Gorse            | 8   | 16    | 3     | 13    | 1             | 0             | 2             | 1             | 6             | 6             | 17   | 43   | 0.4   | 1194        | 1410        | 0.85        |

Źródło: Volleyball England (ang.)
Punktacja: 3:0 i 3:1 – 3 pkt; 3:2 – 2 pkt; 2:3 – 1 pkt; 1:3 i 0:3 – 0 pkt
Zasady ustalania kolejności: 1. liczba zdobytych punktów; 2. wyższy stosunek setów; 3. wyższy stosunek małych punktów; 4. lepszy bilans w meczach bezpośrednich
(M) – mistrzostwo